# Office for National Statistics
La Office for National Statistics (ONS, Oficina Nacional de Estadísticas) es una autoridad británica, que se encarga de la creación y publicación de estadísticas en los campos de la economía, población y sociedad a diferentes niveles nacionales y locales. Por motivos históricos el General Register Office es parte del mismo, por lo que también es responsable de recopilar datos sobre la natalidad, mortalidad y estado civil en Inglaterra y Gales.
La ONS se fundó el 1 de abril de 1996 tras la fusión de la Central Statistical Office (CSO), la Office of Population Censuses and Surveys (OPCS) y los departamentos estadísticos del Department of Employment, por desaparecer.
La sede del ONS está en Pimlico, Londres, y cuenta con delegaciones en las localidades de Newport, Titchfield en Hampshire y Southport. 